# Aléxandros Othonéos
Alexandros Othonéos (em grego: Αλέξανδρος Οθωναίος; n. 1879 - f. 1970) foi um político da Grécia. Ocupou o cargo de primeiro-ministro da Grécia de 6 de Março de 1933 até 10 de Março de 1933.